# Monkstown Hockey Club
Der Monkstown Hockey Club ist ein irischer Sportverein aus Dún Laoghaire im Großraum Dublin. Der 1894 gegründete Verein mit den Farben Hellblau und Marine gehört zu den ältesten Hockeyclubs Irlands. Er ist nach den ein Jahr früher gegründeten Dublin University und Three Rock Rovers Hockey Club der drittälteste in Leinster. Der Verein hat seine Anlage rund zwei Kilometer südlich der Küste und des bekannten James Joyce Towers. Sie umfasst ein Kunstrasenplatz und einen Naturrasenplatz.
Aufgrund einer Schulauflösung in der Nähe des Clubs Ende der 1960er-Jahre konnte Monkstown nicht mehr auf bereits im Hockey erfahrene Schüler für seine Erwachsenenmannschaften zurückgreifen. Daher wurden seitdem Jugendmannschaften aufgebaut. Damenhockey wurde erst in den 2000er-Jahren eingeführt. In der Saison 2014/15 existieren fünf Herrenmannschaften und drei Damenteams. Die ersten Herrenmannschaften spielen in der höchsten Spielklasse von Leinster und parallel dazu in der Irish Hockey League. In der Saison 2014/15 nimmt Monkstown erstmals an der Euro Hockey League teil.

## Erfolge Hockey
| Europapokalbilanz Herren Feld |                    |        |       |           |
| Jahr                          | Wettbewerb         | Niveau | Platz | Ort       |
| 2014                          | Club Trophy        | 2      | 1     | Cagliari  |
| 2015                          | Euro Hockey League | 1      | VR 24 | Barcelona |
| 2016                          | Euro Hockey League | 1      | VR 24 | Hamburg   |

Herren
- Euro Hockey Trophy: 2014
- Irish Hockey League: 2013, 2014, 2015[2]
- Irish Senior Cup: 1910, 1914, 2013
- Irish Junior Cup:  1906, 1908, 1909, 1951, 1969, 2010, 2013

## Weblink
- Offizielle Vereinsseite des Monkstown Hockey Club